# 武節村
武節村（ぶせつむら）は、愛知県北設楽郡にかつて存在した村。現在の豊田市北東部に該当する。
旧・東加茂郡稲武町の西部（名倉川西岸）であり、北は矢作川を挟んで岐阜県に接する。
三州街道（飯田街道）の宿場町（武節宿）を中心とした村であった。

## 歴史
- 江戸時代、この地域は天領、旗本領などであった。
- 1878年（明治11年）7月22日 - 郡区町村編制法が施行。設楽郡は北設楽郡と南設楽郡に分割される。
- 1889年（明治22年）10月1日 - 北設楽郡武節町村、川手村、桑原村、御所貝津村、黒田村、小田木村、および東加茂郡富永村が合併し、武節村となる。
- 1940年（昭和15年）5月10日 - 稲橋村と武節村が合併し町制施行。稲武町となる。

## 神社・仏閣
- 誓約神社
- 城山神社
- 瑞龍寺

## 史跡
- 武節城址